# Byparken (Flensborg)
 For alternative betydninger, se Byparken. (Se også artikler, som begynder med Byparken)
Byparken i Flensborg blev anlagt i 1903 på arealet Øvelgønne syd for byens gamle amtshus, som kommunen havde købt i 1897. Den cirka 22.000 m² store park blev anlagt af havearkitekten Heinrich Nissen i engelsk stil med svingende veje, forskellige træarter og en udsigtsterasse, omkranset af lindetræer. Parken er nu præget af en gammel træbestand. Mod nord grænser parkanlægget op til Diakoniets sygehus. Hovedindgangen ligger overfor Flensborg lærdeskole.
Parken udgør sammen med Museumsberget, Christiansenparken og den gamle kirkegård et af flere rekreative aktivitetsområder på byens vestlige højdedrag. Byparken er også navnet på et statistisk distrikt i fjordbyen.